# Plumarella dofleini
Plumarella dofleini is een zachte koraalsoort uit de familie Primnoidae. De koraalsoort komt uit het geslacht Plumarella. Plumarella dofleini werd in 1908 voor het eerst wetenschappelijk beschreven door Kükenthal & Gorzawsky. 